# 威利斯堡 (肯塔基州)
威利斯堡（英語：Willisburg）是一個位於美國肯塔基州華盛頓縣的城市。

## 地方資料
根據2020年美國人口普查的數據，威利斯堡的面積為1.80平方千米，當中陸地面積為1.78平方千米，而水域面積為0.02平方千米。當地共有人口300人，而人口密度為每平方千米166.67人。